# Cephalozia gollanii
Cephalozia gollanii là một loài rêu tản trong họ Cephaloziaceae. Loài này được Stephani miêu tả khoa học lần đầu tiên năm 1908.